# Madroño (revista)
Madroño. Journal of the California Botanical Society. San Francisco (abreviado Madroño) es una revista trimestral que es editada por California Botanical Society con descripciones y notas (en inglés o español) botánicas, artículos de investigación sobre la historia natural, organismos botánicos y de la vegetación del oeste americano (incluidas las de México, América Central y América del Sur), ecología, sistemática, florística, biología de la conservación y otras áreas de la botánica, además de notables colecciones.